# Pesa 33WE
Pesa 33WE (seria EN97) – normalnotorowy niskoperonowy elektryczny zespół trakcyjny, wyprodukowany przez Pesę Bydgoszcz w liczbie 14 sztuk dla Warszawskiej Kolei Dojazdowej. Zastąpiły składy serii EN94.

## Historia

### Geneza
Po II wojnie światowej elektryczne zespoły trakcyjne produkowane były aż do 1997 roku tylko przez Pafawag z Wrocławia. Był on producentem m.in. najpopularniejszego w Polsce EZT serii EN57 oraz użytkowanego przez WKD EN94. Pafawag po prywatyzacji w latach 90. zaprzestał produkcji tego typu pojazdów, a ostatnim wyprodukowanym zespołem był ED73 w 1997. Przez kilka lat w Polsce nie produkowano żadnych EZT.
W tym czasie PKP, a później samorządy, kupowały głównie wagony spalinowe i spalinowe zespoły trakcyjne, gdyż w obsłudze linii niezelektryfikowanych dominowały paliwożerne lokomotywy. Pozwoliło to na zebranie doświadczenia polskim producentom w budowie oraz przewoźnikom w eksploatacji lekkiego taboru. Dodatkowo modernizowano posiadane przez polskich przewoźników zespoły trakcyjne serii EN57.
Bazując na doświadczeniach z produkcji mniejszych pojazdów spalinowych, w 2004 roku Pesa podjęła się próby zbudowania pierwszego EZT własnej produkcji – 13WE. W późniejszym latach Pesa stała się głównym dostawcą EZT na polski rynek, produkując Acatusa, Bydgostię, Elfa oraz Acatusa II.

### Historia zamówienia
WKD już w 2004 roku planowała zakup kolejnych 9 składów 13WE, jednak dopiero 27 maja 2009 ogłoszono przetarg na 14 składów o podobnych parametrach do 13WE. Różnicą była mniejsza liczba miejsc siedzących. Przetarg ten został unieważniony 9 października ze względu na przekroczenie budżetu. 5 listopada 2009 ogłoszono kolejny przetarg na 14 pojazdów, ale o nieco innych parametrach technicznych – m.in. zrezygnowano z jednoprzestrzenności składów. Konkurs ponownie wygrała Pesa, proponując całkowicie nowe składy – 33WE. 26 marca 2010 podpisano umowę ich zakupu.
W przetargach dla WKD Pesa nie mogła zaproponować pojazdów z rodziny Elf, m.in. ze względu wymagany mniejszy minimalny promień łuku (WKD – 22 m, Elf – 100 m) oraz wysokość podłogi (WKD – od 400 do 600 mm, Elf – od 760 do 800 mm).
Nowy pojazd został zaprojektowany przez Pesę przy udziale Instytutu Pojazdów Szynowych „Tabor” w ramach prac rozwojowych.

## Konstrukcja

### Nadwozie
33WE to pojazd sześcioczłonowy, dwuprzestrzenny i częściowo niskopodłogowy. Jest przeznaczony do obsługi połączeń aglomeracyjnych. Jeden zespół tworzą dwie identyczne, trójczłonowe części oznaczone jako a i b. Każda z nich jest wyposażona w jedną kabinę maszynisty i specjalny pulpit sterowniczy (tzw. manewrowy) na przeciwległym końcu, wyposażony w wyświetlacze stanów pracy pojazdu i monitoring. Dzięki temu w warunkach warsztatowych obie połówki mogą poruszać się w pełni samodzielnie. Zdecydowano się na takie rozwiązanie ze względu na częste kolizje z pojazdami drogowymi, do których dochodzi na trasie WKD.

### Wnętrze

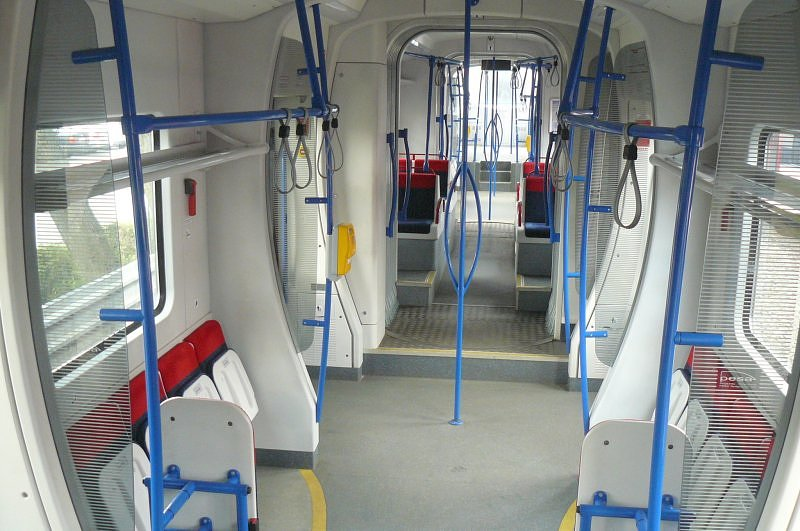
Wnętrze EN97-007

Obie części składu posiadają po 4 pary odskokowo-przesuwnych drzwi. Podłoga w obrębie drzwi jest na wysokości 500 mm ponad główką szyny. W składzie większość foteli umieszczono równolegle do okien, a klasyczne siedzenia 2+2 umiejscowiono wyłącznie w członach środkowych obu części jednostki. W składzie znajduje się 8 miejsc dla rowerów oraz 4 miejsca dla osób niepełnosprawnych. Pojazdy są wyposażone w klimatyzację kabin maszynisty i części pasażerskiej, system monitoringu i system informacji wizualnej (wewnętrznej i zewnętrznej) oraz dźwiękowej, ale nie mają toalet.

### Podwozie i napęd

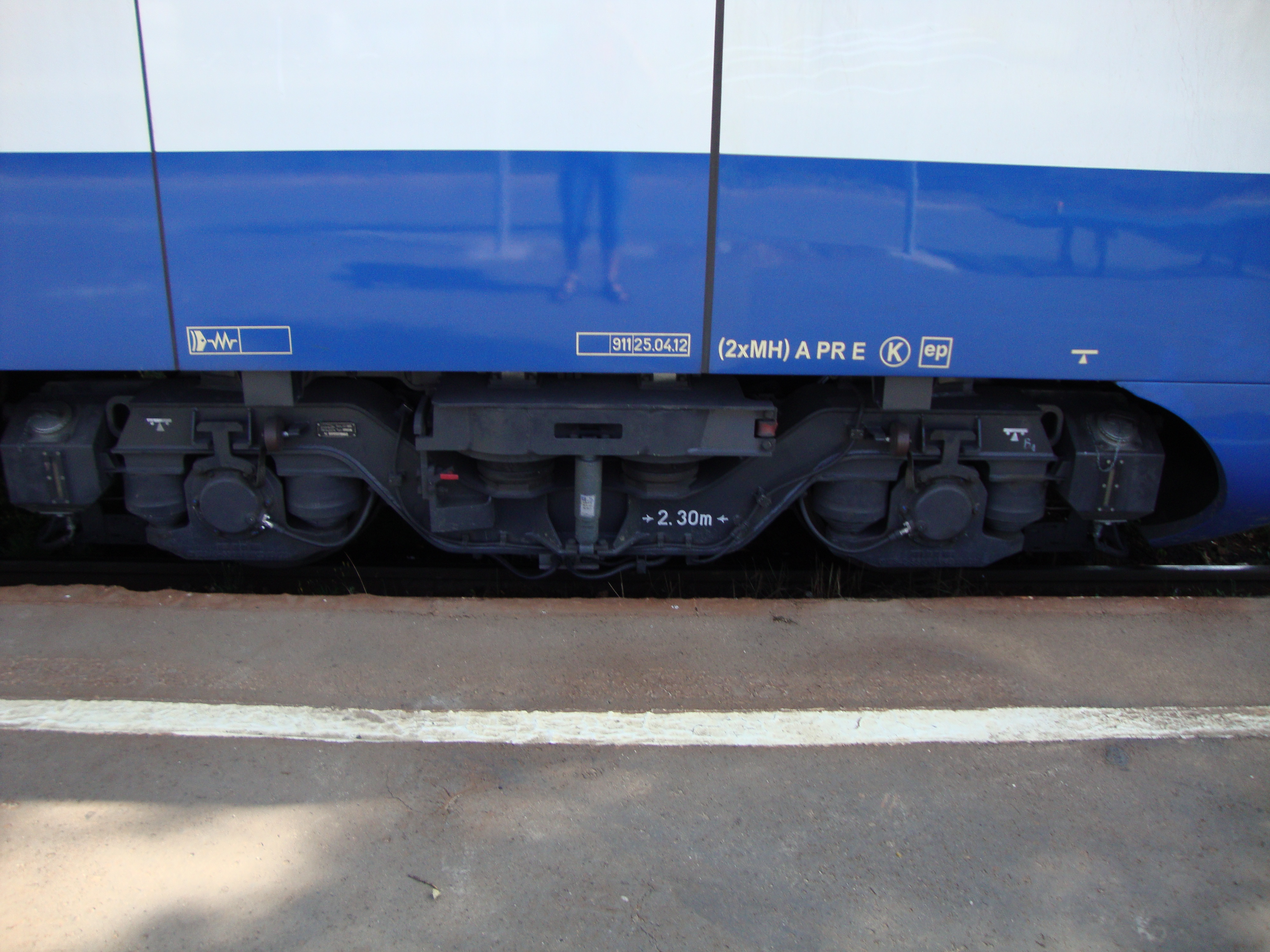
Wózek napędny typu 34MN

Każdy z sześciu członów jest oparty na jednym wózku. Cztery z nich znajdujące się pod członami skrajnymi każdej z połówek to wózki napędne typu 34MN o rozstawie osi 2300 mm, a dwa pozostałe to wózki toczne typu 43AN o rozstawie osi 2100 mm. Rozstaw czopów skrętu dla każdej z połówek jednostki to 11 750 mm. Taka konfiguracja pozwala na pokonywanie łuków o minimalnym promieniu 23,5 m.
Pojazdy zostały zaprojektowane do zasilania prądem stałym o napięciu 3000 V, które wówczas było docelowym napięciem WKD. W okresie przejściowym były one zasilane prądem o napięciu 600 V dzięki zastosowaniu przetwornicy 600/3000 V. Pojazdy nie mogą być jednocześnie przystosowane do obu napięć.
Napęd stanowi 8 asynchronicznych silników trójfazowych typu TME42-26-4 produkcji TSA o mocy 180 kW każdy. Moment obrotowy przekazywany jest na osie zestawów kołowych za pomocą dwustopniowej przekładni AWHC500Z produkcji Wikov.

### Bezpieczeństwo
Wytrzymałość konstrukcji określono jako P-III według normy PN-EN 12663. Pojazdy są wyposażone funkcję Radio-Stop poprzez radiotelefon produkcji Pyrylandii.

### Modyfikacje na życzenie pasażerów
W czasie testów prototypu WKD umożliwiła pasażerom zgłaszanie uwag dotyczących pociągu, z których część została uwzględniona przy budowie kolejnych egzemplarzy – w przestrzeni pasażerskiej zamontowano dodatkowe poręcze i zmieniono ułożenie części istniejących, zmodyfikowano system informacji pasażerskiej, zmniejszono część półek bagażowych i zmieniono sposób mocowania rowerów, ponadto wyregulowano usprężynowanie pojazdu i zmniejszono hałas stacjonarny.
W okresie wakacyjnym 2012 roku pojawiły się problemy z klimatyzacją, w związku z którymi system klimatyzacji został przebudowany we wszystkich pojazdach.

### Awaryjność
Pojazdy wymagają częstych reprofilacji powierzchni tocznych zestawów kołowych. Z tego powodu na początku 2013 roku WKD udostępniła Pesie jeden egzemplarz na dodatkowe badania na torze doświadczalnym Instytutu Kolejnictwa w Węglewie koło Żmigrodu oraz na linii WKD. Na początku 2014 roku jeden z egzemplarzy był użytkowany na linii WKD ze zmodyfikowanym system sterowania. Modyfikacja polegała na zwiększeniu udziału hamulca elektrodynamicznego w procesie hamowania. Ostatecznie zmiana ta została wprowadzona we wszystkich EN97.
Pasażerowie korzystający z nowych jednostek skarżyli się na ergonomię wnętrza oraz na problemy z działaniem klimatyzacji. W lipcu 2013 jeden z zespołów został wyłączony z eksploatacji przez Urząd Transportu Kolejowego ze względu na zbyt dużą temperaturę i zawartość dwutlenku węgla w jego wnętrzu. Podobna sytuacja powtórzyła się w czerwcu 2014, wówczas UTK kazał wyłączyć 4 pojazdy. Ze względu na problemy z klimatyzacją Pesa wykonała modyfikację kanałów nawiewnych oraz okleiła szyby folią.
16 października 2013 na terenie lokomotywowni doszło do pożaru kabiny EN97. Sprawa była badana przez specjalnie powołaną komisję, inne egzemplarze EN97 nie zostały wycofane ze służby.

## Eksploatacja
| Państwo | Przewoźnik | Typ  | Liczba sztuk | Oznaczenie | Dostawa          | Początek eksploatacji                                     |                      |
| ------- | ---------- | ---- | ------------ | ---------- | ---------------- | --------------------------------------------------------- | -------------------- |
| Polska  | WKD        | 33WE | 14           | EN97-001   | 7 grudnia 2011   | 12 stycznia 2012 (obserwowana) 17 lutego 2012 (regularna) | [ 38 ] [ 39 ] [ 40 ] |
| Polska  | WKD        | 33WE | 14           | EN97-002   | 28 marca 2012    | 3 kwietnia 2012                                           | [ 41 ]               |
| Polska  | WKD        | 33WE | 14           | EN97-003   | 25 kwietnia 2012 | 10 maja 2012                                              | [ 42 ]               |
| Polska  | WKD        | 33WE | 14           | EN97-004   | 26 kwietnia 2012 | 9 maja 2012                                               | [ 42 ]               |
| Polska  | WKD        | 33WE | 14           | EN97-005   | 30 maja 2012     | 1 czerwca 2012                                            | [ 43 ]               |
| Polska  | WKD        | 33WE | 14           | EN97-006   | 31 maja 2012     | 5 czerwca 2012                                            | [ 43 ]               |
| Polska  | WKD        | 33WE | 14           | EN97-007   | 26 czerwca 2012  | 3 lipca 2012                                              | [ 44 ]               |
| Polska  | WKD        | 33WE | 14           | EN97-008   | 28 czerwca 2012  | 5 lipca 2012                                              | [ 44 ]               |
| Polska  | WKD        | 33WE | 14           | EN97-009   | 24 lipca 2012    | 5 sierpnia 2012                                           | [ 45 ]               |
| Polska  | WKD        | 33WE | 14           | EN97-010   | 31 lipca 2012    | 10 sierpnia 2012                                          | [ 45 ]               |
| Polska  | WKD        | 33WE | 14           | EN97-011   | 28 sierpnia 2012 | 6 września 2012                                           | [ 46 ]               |
| Polska  | WKD        | 33WE | 14           | EN97-012   | 30 sierpnia 2012 | 7 września 2012                                           | [ 46 ]               |
| Polska  | WKD        | 33WE | 14           | EN97-013   | 22 września 2012 | 27 września 2012                                          | [ 47 ]               |
| Polska  | WKD        | 33WE | 14           | EN97-014   | 28 września 2012 | 3 października 2012                                       | [ 47 ]               |

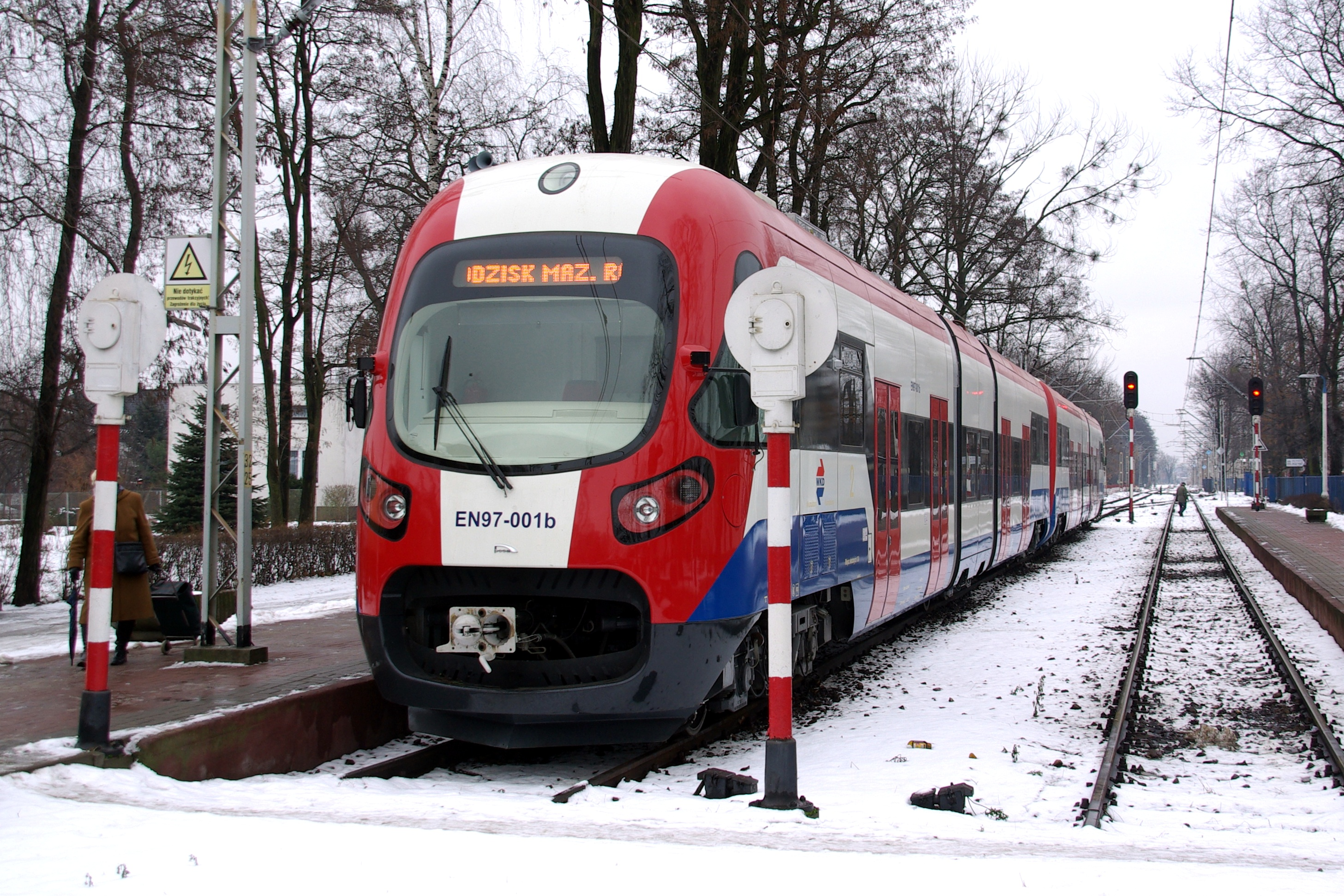
EN97-001 na stacji Grodzisk Mazowiecki Radońska

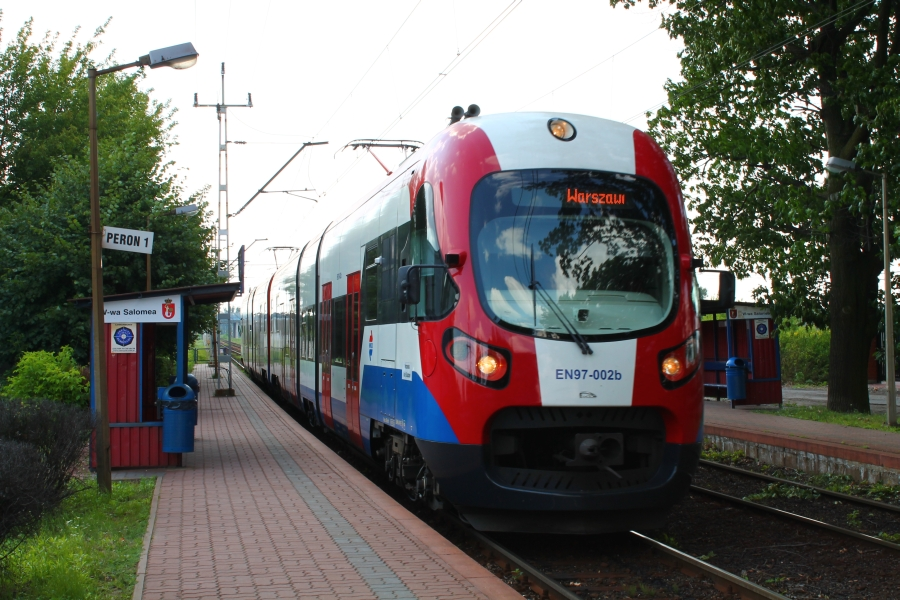
EN97-002 na przystanku Warszawa Salomea

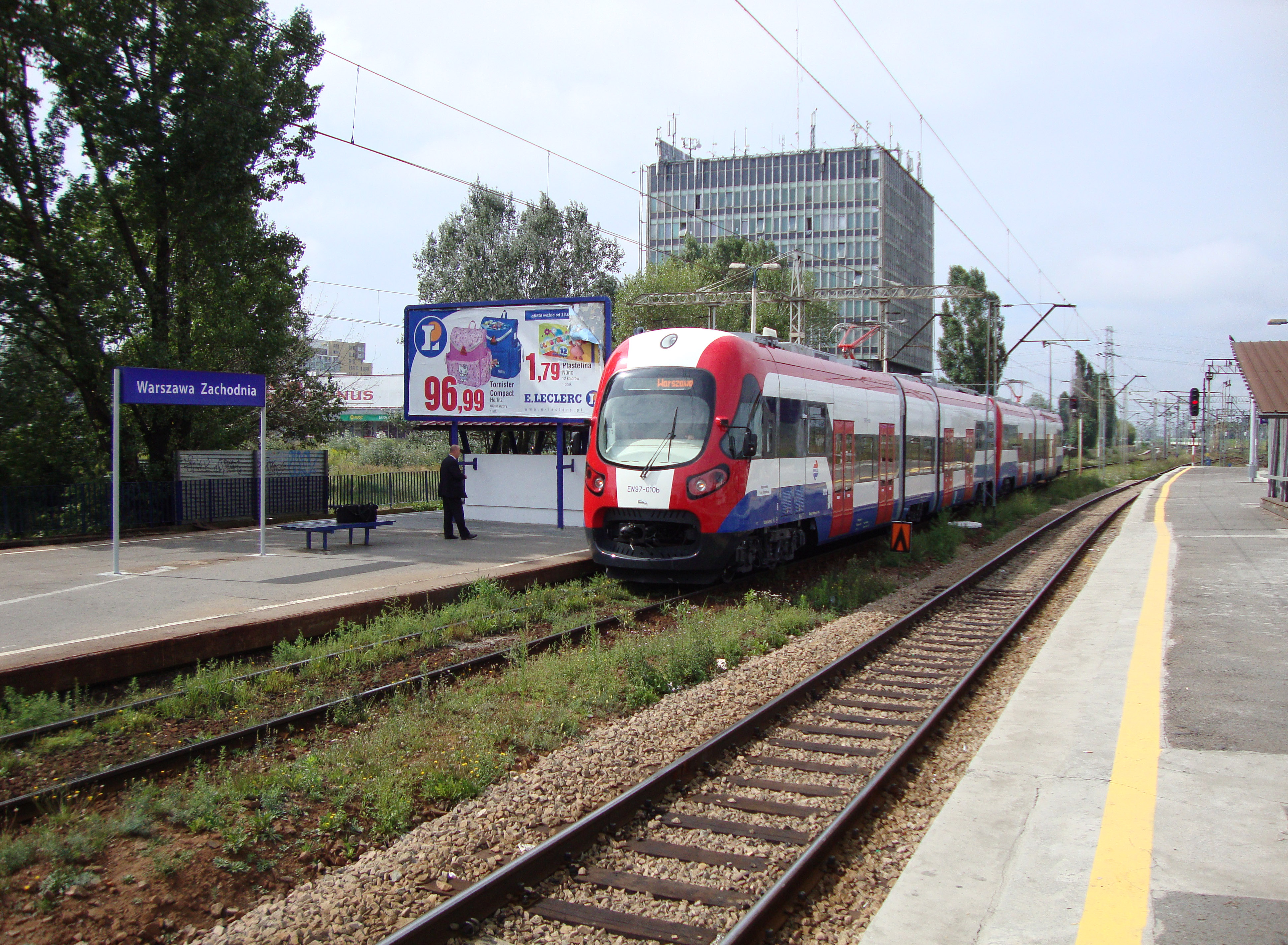
EN97-010 na przystanku Warszawa Zachodnia WKD

26 marca 2010 podpisano umowę na zakup 14 składów dla Warszawskiej Kolei Dojazdowej za 284,2 mln zł.
7 grudnia 2011 pierwszy egzemplarz został dostarczony do lokomotywowni w Grodzisku Mazowieckim, 8 grudnia rozpoczął testy na linii WKD, a 11 stycznia 2012 miał miejsce ostateczny odbiór, po czym rozpoczęto eksploatację obserwowaną w ruchu pasażerskim, która służyła zebraniu uwag od pasażerów pod kątem wprowadzenia ewentualnych modyfikacji w kolejnych zamówionych pojazdach. 17 lutego pojazd rozpoczął regularną obsługę linii WKD.
28 marca 2012 do Grodziska przyjechał drugi skład zmodyfikowany w stosunku do prototypu zgodnie z uwagami pasażerów, który został odebrany 30 marca. Kolejne egzemplarze były dostarczane po dwie sztuki miesięcznie. 28 września 2012 ostatni z pojazdów został dostarczony, a 3 października wyjechał on na trasę.
Sukcesywnie, wraz z dostarczaniem składów EN97, kolejne jednostki EN94 były sprzedawane jako złom. Na początku 2014 roku pojazdy serii EN94 były jednak nadal użytkowane – w godzinach szczytu uruchamianych było 7–8 pojazdów EN97 i 3–4 pojazdy EN94. 1 lipca 2015 EN94 zostały wycofane na okresy wakacyjny w związku ograniczeniem ruchu na WKD związany z remontem, tym samym EN97 stały się jedynymi pojazdami obsługującymi linię WKD.
Latem 2013 roku WKD planowało zmianę napięcia sieci trakcyjnej z 600V na 3000 V, jednak ze względu na problemy ze składami serii EN97 zmiana napięcie została odłożona na później. W nocy z 30 kwietnia na 1 maja 2016 miało miejsce pierwsze próbne załączenie nowego napięcia, podczas którego jednostka EN97-001 przejechała jako pociąg służbowy na trasie Grodzisk Mazowiecki Radońska – Komorów – Grodzisk Mazowiecki Radońska. 28 maja, pierwszego dnia po zmianie napięcia w sieci WKD, około godz. 4:30 skład EN97-011 podczas przejazdu służbowego z Grodziska do Warszawy uległ awarii, przez co do godz. 7:00 na linii występowały utrudnienia.
1 czerwca 2016 około godz. 0:15 ciężarówka marki MAN przejeżdżająca przez przejazd przy przystanku Grodzisk Mazowiecki Jordanowice uderzyła w skład EN97-001 jadący z Warszawy do Grodziska. Pociąg wykoleił się, w związku z czym do godz. 10:10 występowały utrudnienia na linii i na odcinku z Grodziska do Podkowy Leśnej funkcjonowała autobusowa komunikacja zastępcza.